# Algernon Charles Swinburne
Algernon Charles Swinburne (n. 5 aprilie 1837, Londra, Regatul Unit al Marii Britanii și Irlandei – d. 10 aprilie 1909, Metropolitan Borough of Wandsworth⁠(d), Anglia, Regatul Unit al Marii Britanii și Irlandei) a fost un poet englez, dramaturg, romancier și critic. Specialiștii l-au asociat îndeobște cercului prerafaelit, mișcării decadente, paradigmei postromantice sau literaturii victoriene. A scris foarte multe piese de teatru, volume de critică literară și volume de poezii, cea mai cunoscută  lucrare fiind controversatul volum de poeme Poems and Ballads. Swinburne a contribuit, de asemenea, la a unsprezecea ediție a faimoasei Encyclopædia Britannica . 
Swinburne a abordat mai multe subiecte tabu, cum ar fi lesbianismul, canibalismul, sado-masochismul și anti-teismul.  Poemele sale conțin multe motive literare recurente, cum ar fi oceanul, timpul și moartea.  Mai multe personalități istorice apar în poemele sale. Printre acestea, Sappho („Sapphics”), Anactoria („Anactoria”) , Isus („Hymn to Proserpine", „Galileea”, „Galilean") și Catullus („To Catullus”). 

## Biografie

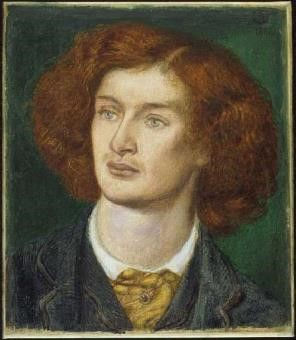
Algernon Charles Swinburne, 1862, de Dante Gabriel Rossetti.

Swinburne s-a născut la 5 aprilie 1837, în Londra, într-o casă de pe Chester Street, nr. 7, în Grosvenor Place.  A fost cel mai mare dintre cei șase copii născuți de căpitanul (și, mai târziu, amiralul) Charles Henry Swinburne (1797-1877) și de soția sa Jane Henrietta, a treia fiică a contelui de Ashburnham, familie bogată din Northumbria.  Poetul a crescut la East Dene, în Bonchurch pe insula Wight . 
În vremea copilăriei, Swinburne dădea impresia a fi „nervos” și „fragil”, însă „era înzestrat cu energie nervoasă și neînfricare într-o măsură în care îl făcea să pară năsăbuit”. 
Swinburne a studiat la Colegiul Eton (1849-1853), unde a început să scrie poezii.  La Eton, a câștigat premii pentru texte scrise în franceză și italiană.   Și-a continuat studiile la Colegiul Balliol, Oxford (între 1856-1860), cu o scurtă pauză, când a fost exmatriculat  de la universitate în 1859 pentru că a susținut public tentativa de asasinare a lui Napoleon III comisă de Felice Orsini.  S-a întors acasă în mai 1860, deși nu a obținut niciodată o diplomă. 
Swinburne obișnuia să-și petreacă vacanțele de vară la Capheaton Hall din Northumberland, în casa bunicului său, Sir John Swinburne, al 6-lea Baronet (1762-1860), care avea o bibliotecă faimoasă și era președintele Societății Literare și Filosofice din Newcastle upon Tyne.  Swinburne considera Northumberland drept ținutul său natal, ceea ce se reflectă în poezii precum „Northumberland”, „Grace Darling” și altele.  Îi plăcea să călărească ponei prin mlaștinile, era un călăreț îndrăzneț, „through honeyed leagues of the northland border", așa cum numea el granița în volumul Recollections.

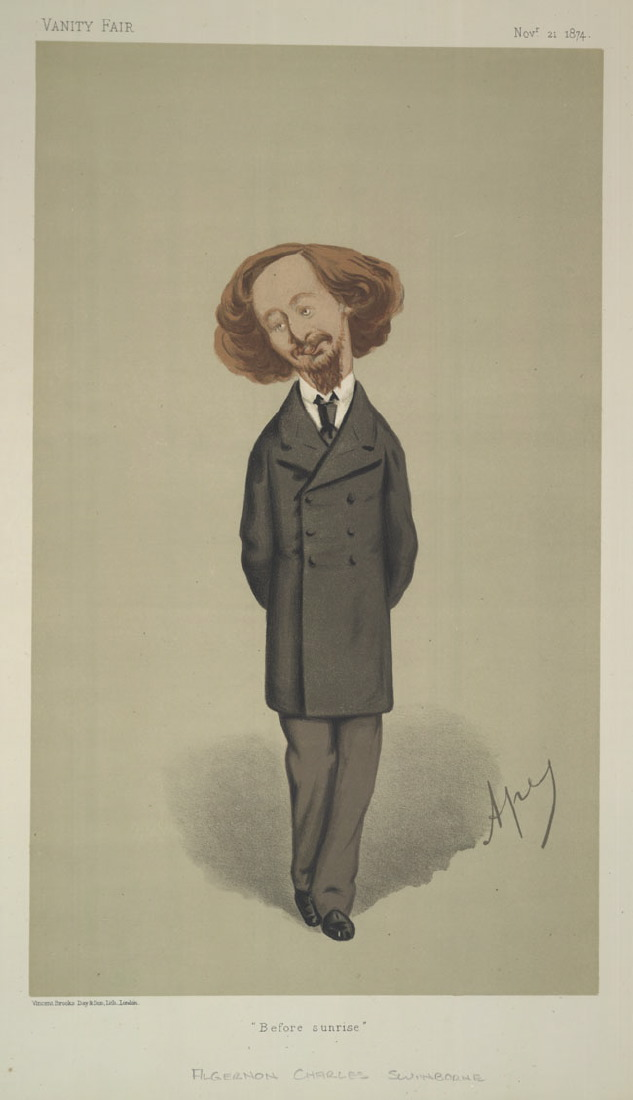
Swinburne caricaturizat de Carlo Pellegrini în Vanity Fair în 1874

În perioada 1857-1860, Swinburne a devenit membru al cercului intelectual animat de Lady Pauline Trevelyan la Wallington Hall. 
După moartea bunicului său în 1860, poetul a rămas cu William Bell Scott în Newcastle. În 1861 Swinburne a vizitat Menton pe Riviera franceză și s-a cazat la Villa Laurenti cu scopul de a se recupera după consumul excesiv de alcool. Din Menton, Swinburne s-a dus în Italia, unde a călătorit intens.  În decembrie 1862, Swinburne l-a însoțit pe W.B. Scott și pe oaspeții săi, printre care se afla probabil și Dante Gabriel Rossetti, într-o excursie la Tynemouth. Scott scrie în memoriile sale că, în timp ce se plimbau pe malul mării, Swinburne a declarat, cu o intonație tărăgănată, că nu fusese încă publicat „Hymn to Proserpine” și „Laus Veneris” în timp ce valurile "se desfășurau pe toată lungimea bancurilor de nisip spre Cullercoats și sunau precum niște aclamații îndepărtate”. 

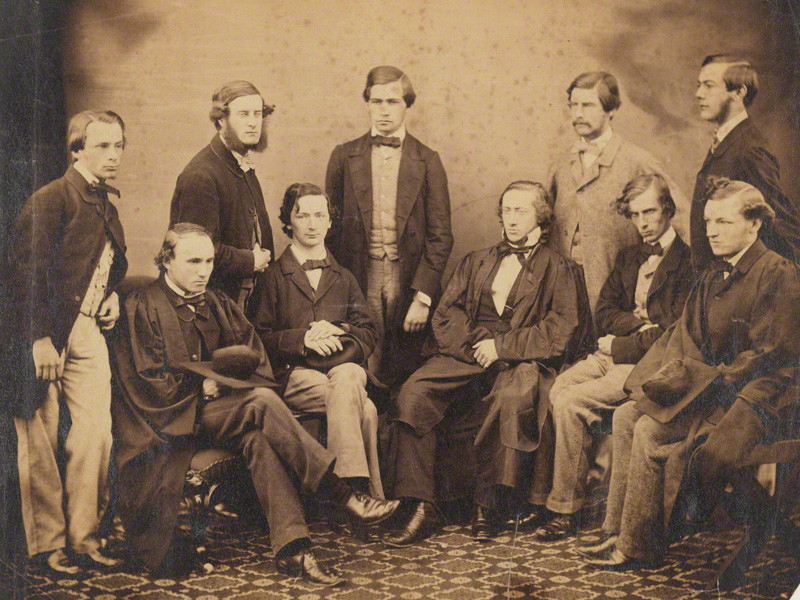
NPG P416. Algernon Charles Swinburne cu nouă dintre colegii săi de la Oxford, cca. 1850 (James Bryce, primul viconte Bryce, Albert Venn Dicey, Thomas Hill Green, Sir Thomas Erskine Holland, John Warneford Hoole, George Rankine Luke, Aeneas James George MacKay, John Nichol, Joseph Frank Payne, Algernon Charles Swinburne)

La Oxford, Swinburne i-a întâlnit pe mulți dintre scriitorii și artiștii prerafaeliți, inclusiv Dante Gabriel Rossetti. L-a cunoscut, de asemenea, și pe William Morris. După abandonarea studiilor superioare, poetul a trăit în Londra și și-a început cariera de scriitor profesionist. Rossetti era încântat de „micul său prieten northumbrian”, adjectivul făcând probabil referire la talia joasă a lui Swinburne. Intr-adevăr, poetul avea doar 1,63 m înălțime. 

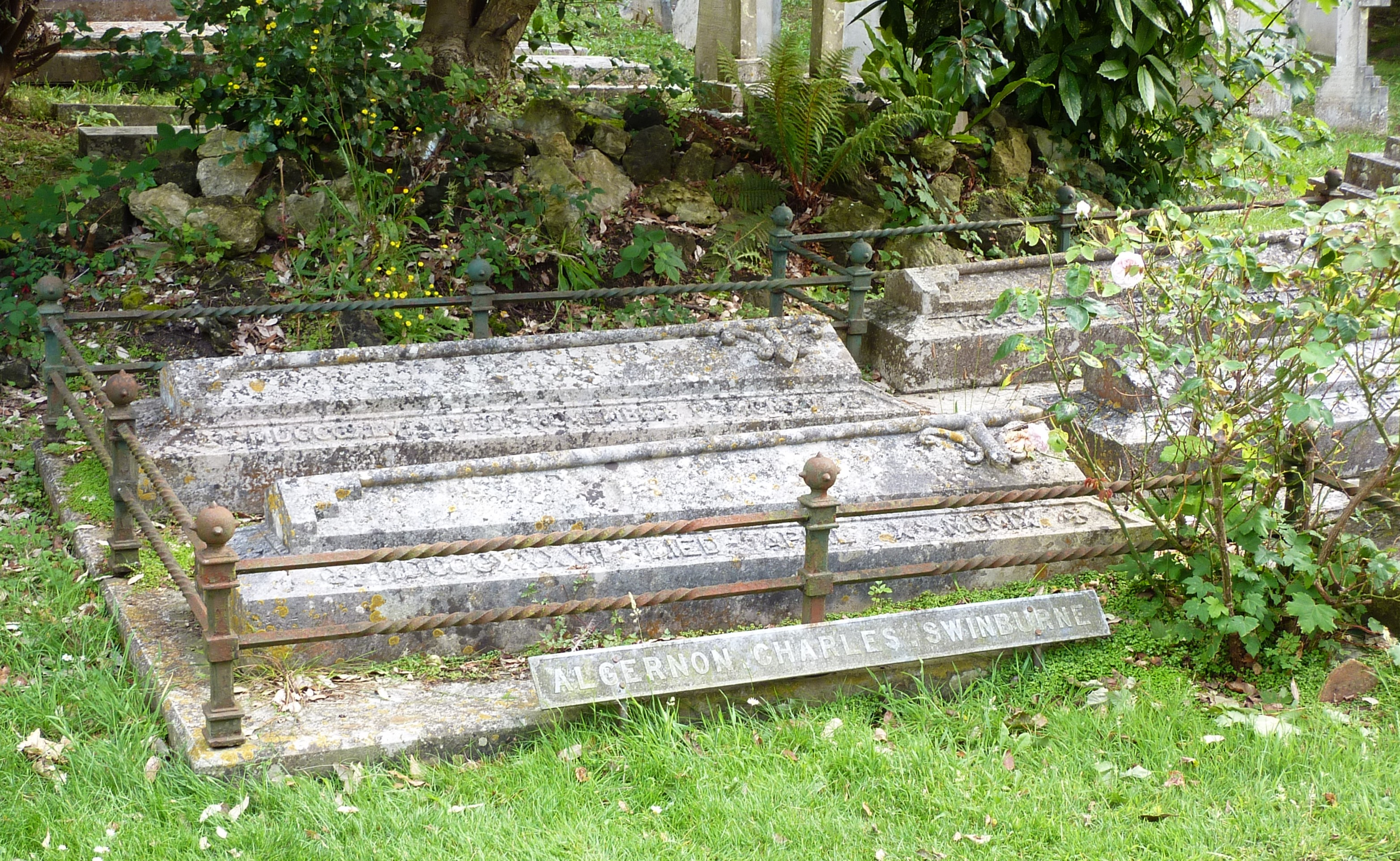
Mormântul lui Swinburne la biserica Sf. Boniface, Bonchurch, insula Wight, fotografiat în 2013

Swinburne suferea de alcoolism si algolagnie, fiind o natură extrem de excitabilă. Se pare că plăcea să fie flagelat.  Sănătatea lui a avut de suferit din pricina modului său de viață, iar în 1879, la vârsta de 42 de ani, a început să fie îngrijit de prietenul său, avocatul Theodore Watts, care s-a ocupat de el pentru tot restul vieții sale, ambii locuind la reședinta The Pines, Putney Hill, Putney .  Tot prietenul său - mai apoi numit Theodore Watts-Dunton de către WG Sebald - i-a arătat poetului, în mai multe rânduri (anii 1870), orașul pierdut Dunwich de pe coasta Suffolk. 
Ulterior, poetul și-a pierdut alura de tânăr răzvrătit și s-a transformat într-un ins respectabil conform canoanelor sociale.  S-a spus despre Watts că l-a salvat pe om și l-a ucis pe poet. Swinburne a murit la reședința Pines  la 10 aprilie 1909 la vârsta de 72 de ani și a fost îngropat la biserica Sf. Boniface, Bonchurch, pe insula Wight . 
Swinburne este considerat un poet reprezentativ al mișcării decadente,  cu toate că este posibil ca el să fi predicat viciul în mare mare măsură decât l-a practicat cu adevărat. Se pare că pentru a face publicitate „devierii” sale a răspândit zvonul că a întreținut relații sexuale cu o maimuță, apoi a mâncat-o. Oscar Wilde a declarat că Swinburne a fost „un ageamiu în materie de viciu, care a făcut tot ce a putut pentru a-și convinge concetățenii  de homosexualitatea și bestialitatea sa, fără a fi nici pe departe homosexual sau capabil de bestialitate”.   Bârfele comune mai spun că poetul a nutrit  o pasiune profundă pentru exploratorul Sir Richard Francis Burton,  și asta în ciuda faptului că Swinburne ura călătoriile. 
 

Mulți critici au comentat impresionanta sa capacitate de a utiliza lexicul, rima și metrul specifice limbii engleze  , deși Swinburne a fost de asemenea criticat pentru stilul său înflorat și pentru opțiunile lexicale care servesc doar prozodia  și mai puțin semnificația piesei.  Swinburne a servit (se pare)drept model pentru personajul principal al celui de-al treilea volum al celebrei Istorii a prosperității englezești a lui George Saintsbury , iar AE Housman , un critic mai atent și cumva mai ostil, a avut numai cuvinte de laudă pentru abilitatea sa de rima: 
„[Swinburne] possessed an altogether unexampled command of rhyme, the chief enrichment of modern verse. The English language is comparatively poor in rhymes, and most English poets, when they have to rhyme more than two or three words together, betray their embarrassment. They betray it, for instance, when they write sonnets after the strict Petrarchian rule: the poetical inferiority of most English sonnets, if compared with what their own authors have achieved in other forms of verse, is largely though not entirely the result of this difficulty. [...] To Swinburne the sonnet was child’s play: the task of providing four rhymes was not hard enough, and he wrote long poems in which each stanza required eight or ten rhymes, and wrote them so that he never seemed to be saying anything for the rhyme’s sake.”

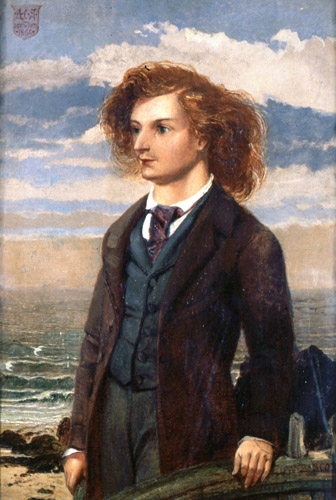
Pictura de William Bell Scott

Pe vremuri, activitatea lui Swinburne a fost populară printre studenții de la Oxford și Cambridge, deși astăzi nu mai este la modă.  Acest mod de receptare este oarecum contextual, deoarece tinde să reflecteze consensul popular și academic asupra operei sale, cu toate că textele din Poems and Ballads (prima ediție) și piesa de teatru Atalanta din Calydon nu au ieșit total din atenția criticilor. În special Atalanta în Calydon a fost apreciată drept una dintre cele mai bune lucrări ale sale, scrisă în 1865, înainte ca excesele pasionale ale lucrărilor ulterioare să-i câștige,  printre criticii contemporani, o reputație sordidă pentru blasfemie și depravare. 
TS Eliot a parcurs eseurile lui Swinburne despre dramaturgii din epoca lui Shakespeare și Jonson - The Contemporaries of Shakespeare și The Age of Shakespeare - precum și volumele consacrate operelor lui Swinburne și Jonson.  Scriind despre Swinburne în The Sacred Wood: Essays on Poetry and Criticism, Eliot a opinat că Swinburne și-a stăpânit subiectul destul de bine și că „este un critic mai de încredere în privința lui Shakespeare și Jonson decât Hazlitt , Coleridge sau Lamb, că percepția lui despre valorile relative ale scrierilor este aproape întotdeauna corectă”.  Cu toate acestea, Eliot a considerat că Swinburne nu a stăpânit subiectul în așa măsura, încât să-și ia libertăți de interpretare, ceea ce este totul în critică.   Mai mult decât atât, lui T.S. Eliot nu-i plăcea proza lui Swinburne, despre care spunea următoarele:  „strigătul tumultuos al adjectivelor, graba frazelor indisciplinate sunt semnele nerăbdării și, poate, al lenei unei minți dezordonate". 
În Franța, Swinburne a fost foarte apreciat de Stéphane Mallarmé și a fost invitat să contribuie la un volum închinat poetului Théophile Gautier, Le tombeau de Théophile Gautier ( Wikisource ). Swinburne a răspuns invitației lui Mallarmé scriind șase poezii în patru limbi diferite: franceză, engleză, latină și greacă. 
Swinburne a fost nominalizat pentru Premiul Nobel pentru literatură în fiecare an între 1903 și 1907 și, din nou, în 1909. 
H.P. Lovecraft  l-a considerat pe Swinburne „singurul poet adevărat din Anglia sau America după moartea domnului Edgar Allan Poe”. 

## Opere

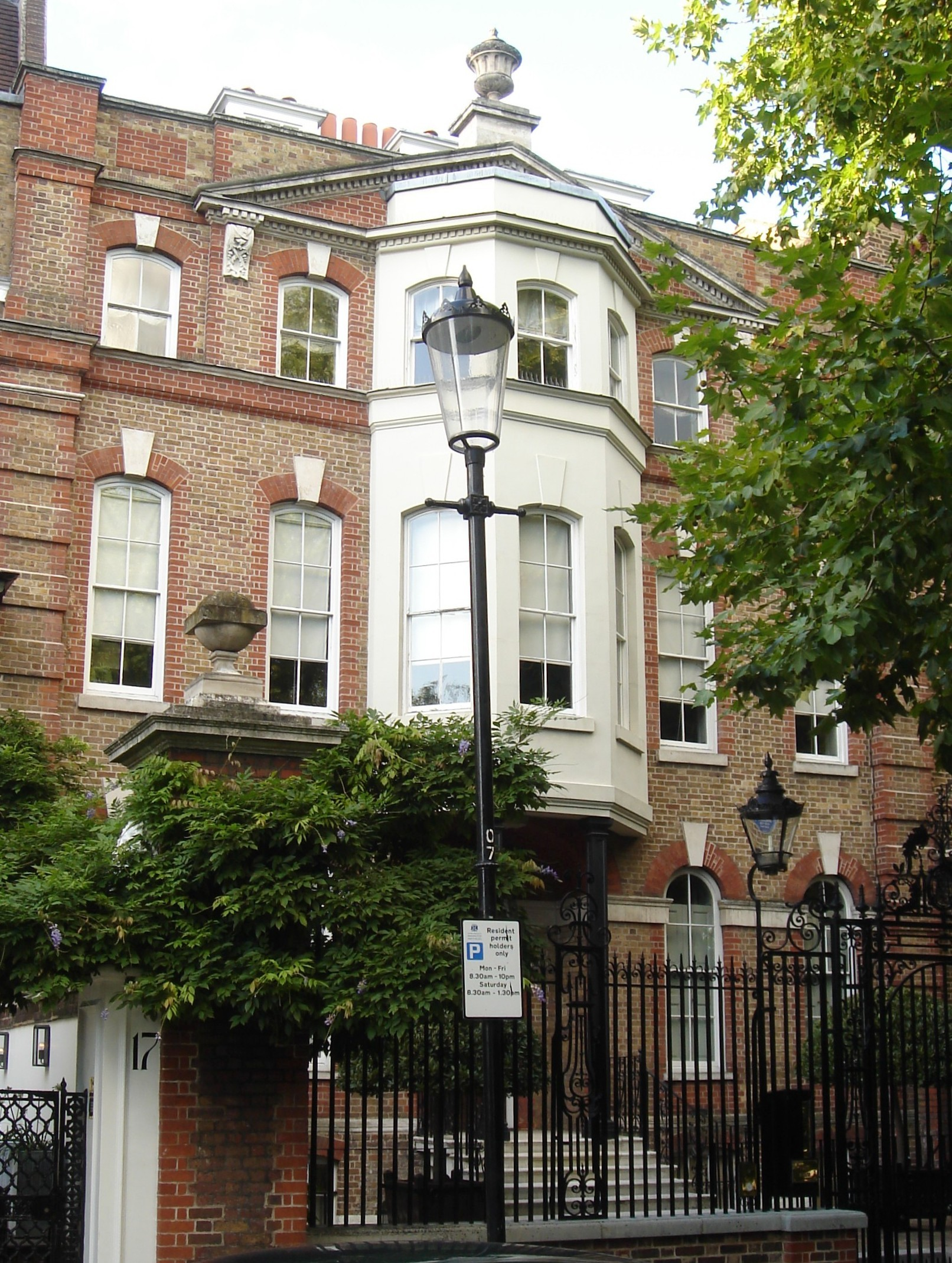
16 Cheyne Walk, una dintre adresele la care a locuit Swinburne

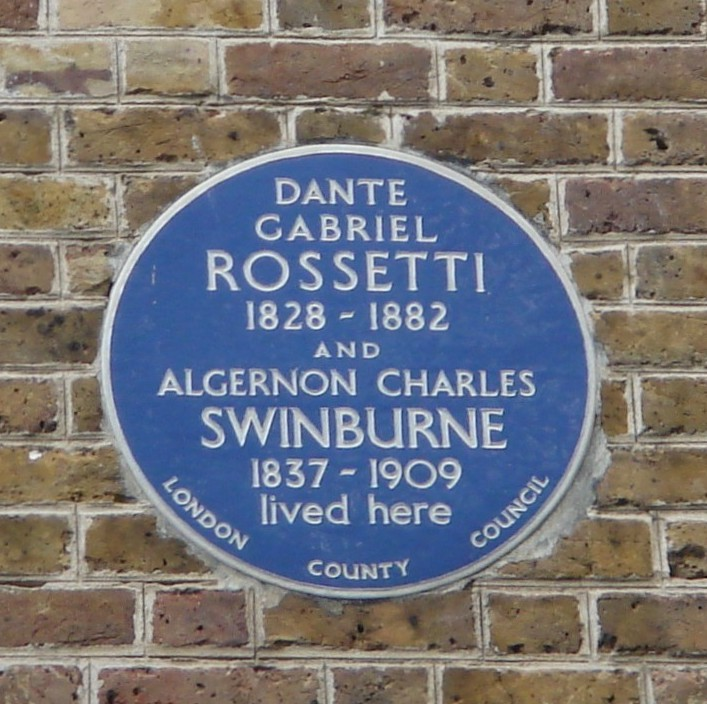
Placă albastră pe strada Cheyne Walk, nr. 16.

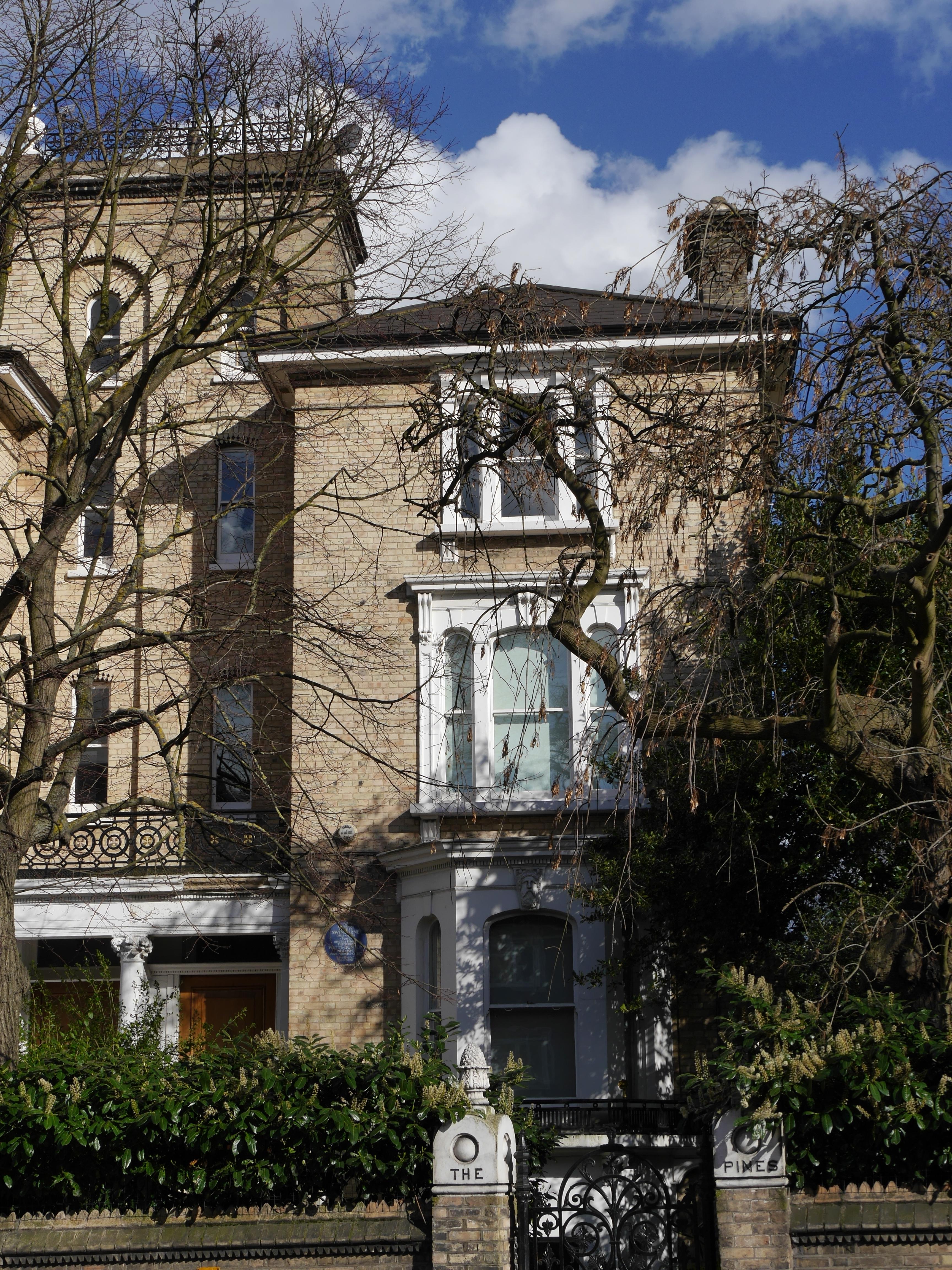
Reședința, Putney

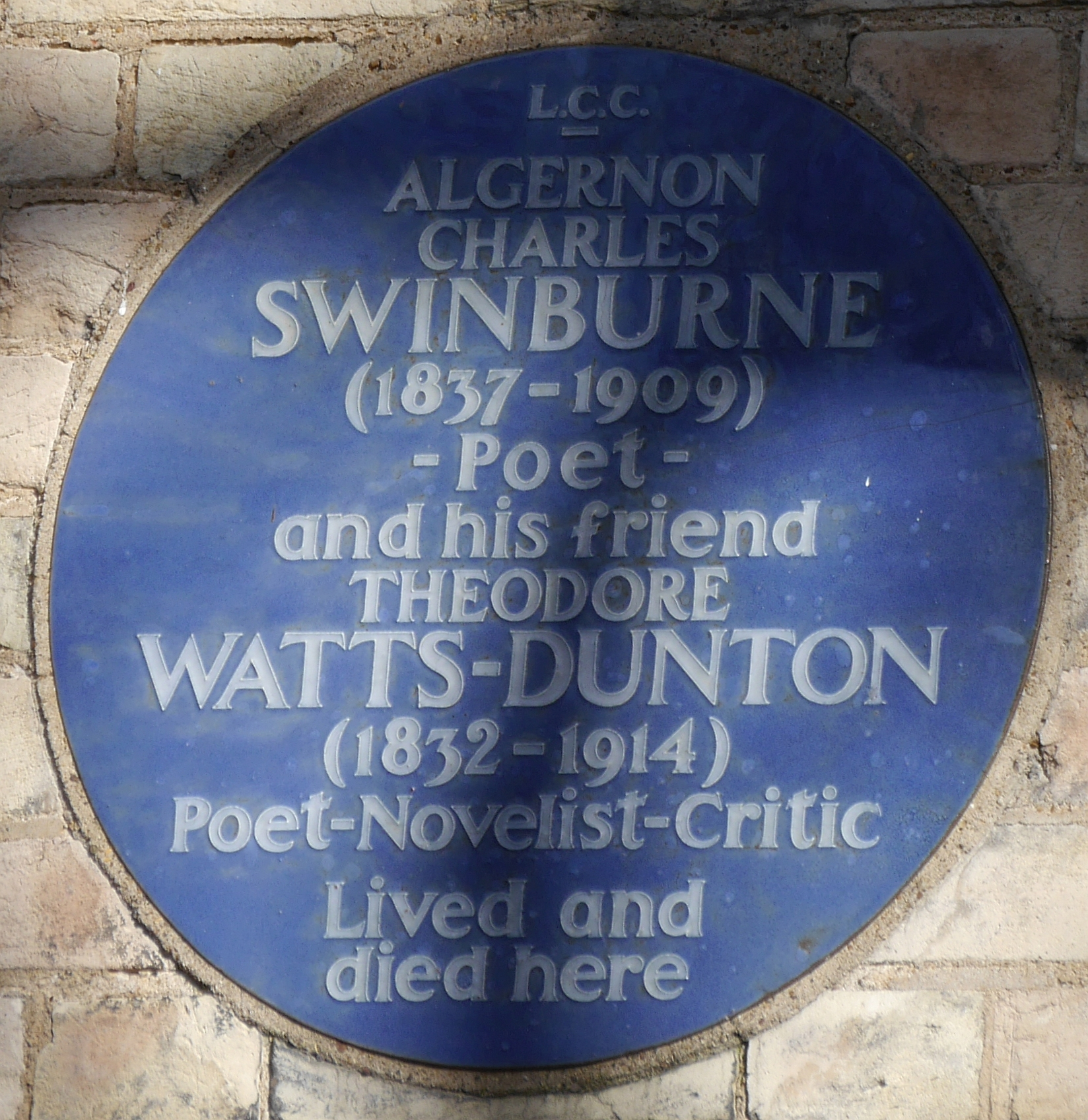
Placă albastră la The Pines, Putney

Printre lucrările poetice semnate de Swinburne se pot menționa: Atalanta in Calydon (1865), Poems and Ballads (1866), Songs before Sunrise (1871), Poems and Ballads Second Series, (1878) Tristram of Lyonesse (1882), Poems and Ballads Third Series (1889), și romanul Lesbia Brandon (publicat postum în 1952 de Randolph Hugues).
Volumul Poems and Ballads a provocat senzație când a fost publicat pentru prima oară, în special poeziile scrise pentru a o omagia pe poeta Sappho din Lesbos, precum „Anactoria” și „Sapphics”. Pentru acest volum, editorii Moxon și Co. și-au transferat drepturile de publicare lui John Camden Hotten.   Alte poezii din acest volum, cum ar fi „The Leper”, „Laus Veneris” și „St Dorothy”, evocă fascinația victorienilor pentru Evul Mediu, stilul, construcția, și tonul acestora imitând textele medievale.  De asemenea, în acest volum sunt incluse „Hymn to Proserpine”, „The Triumph of Time” și „Dolores (Notre-Dame des Sept Douleurs)”. 
Swinburne a inventat forma poetică numită roundel , o variantă a formei franceze rondeau , iar unele au fost incluse în volumul A Century of Roundels, dedicat Christinei Rossetti. În 1883, Swinburne îi  scria lui Edward Burne-Jones: „Am o mică și nouă carte de cântece și cântecele, toate într-o singură formă și toate tipurile de picioare metrice... care tocmai s-a lansat, a cărei dedicație domnișoara Rossetti a acceptat-o.  Sper că tu și Georgie [soția lui Burne-Jones, Georgiana, una dintre surorile MacDonald] veți găsi pe placul vostru vreuna dintre cele o sută de poezii de câte nouă versuri fiecare, între care douăzeci și patru sunt despre copii sau bebeluși".  Opiniile criticilor despre aceste poeme se împart între cei care le găsesc captivante și strălucite și cei care abia le găsesc istețe și izbutite.  Unul dintre acestea, Moartea unui bebeluș, a fost pus la muzică de compozitorul englez Sir Edward Elgar cu titlul "Roundel: Ochii mici care nu au cunoscut niciodată Lumina ". 
Swinburne a fost influențată de opera lui William Shakespeare , Percy Bysshe Shelley , Catullus , William Morris , Dante Gabriel Rossetti , Robert Browning , Alfred Lord Tennyson și Victor Hugo .   Swinburne a fost popular în Anglia în timpul vieții sale, dar influența sa a scăzut foarte mult de la moartea sa. 
După primele poeme și balade, poezia ulterioară a lui Swinburne a fost închinată festivităților republicane și cauzelor revoluționare, în special în volumul Songs before Sunrise .  Poemul "A Song of Italy" este dedicat lui Mazzini; "Ode on the Proclamation of the French Republic" este dedicat lui Victor Hugo; și "Dirae" este o secvență de sonete care reprezintă atacuri vituperante la adresa celora pe care Swinburne îi consideră a fi dușmani ai libertății.  Erechteus reprezintă punctul culminant al poeziei republicane swinburneene. 
Poetul nu a încetat să scrie poezie erotică, la acest capitol fiind de demna de menționat superbul poem epic Tristram of Lyonesse al cărui conținut imagistic ideatic este mai temperat decât al liricii erotice anterioare. Indiferent de temele abordate, talentul de versificator și mai ales tehnica metrică rămân principalele atu-uri ale lui Swinburne până la sfârșitul carierei. 

### Piese de teatru în versuri
- The Queen Mother (1860)
- Rosamond (1860)
- Chastelard (1865)
- Bothwell (1874)
- Mary Stuart (1881)
- Marino Faliero (1885)
- Locrine (1887)
- The Sisters (1892)
- Rosamund, Queen of the Lombards (1899)

### Poezie
- Atalanta in Calydon (1865)
- Poems and Ballads (1866)
- Songs Before Sunrise (1871)
- Songs of Two Nations (1875)
- Erechtheus (1876)
- Poems and Ballads, Second Series (1878)
- Songs of the Springtides (1880)
- Studies in Song (1880)
- The Heptalogia, or the Seven against Sense. A Cap with Seven Bells (1880)
- Tristram of Lyonesse (1882)
- A Century of Roundels (1883)
- A Midsummer Holiday and Other Poems (1884)
- Poems and Ballads, Third Series (1889)
- Astrophel and Other Poems (1894)
- The Tale of Balen (1896)
- A Channel Passage and Other Poems (1904)

^†  Deși tragediile oficiale, Atalanta în Calydon și Erechtheus sunt în mod tradițional incluse la capitolul "poezie".

### Critică literară
- William Blake: A Critical Essay (1868, new edition 1906)
- Under the Microscope (1872)
- George Chapman: A Critical Essay (1875)
- Essays and Studies (1875)
- A Note on Charlotte Brontë (1877)
- A Study of Shakespeare (1880)
- A Study of Victor Hugo (1886)
- A Study of Ben Johnson (1889)
- Studies in Prose and Poetry (1894)
- The Age of Shakespeare (1908)
- Shakespeare (1909)

### Volume de poezie importante
- The poems of Algernon Charles Swinburne, 6 vols. London: Chatto & Windus, 1904.
- The Tragedies of Algernon Charles Swinburne, 5 vols. London: Chatto & Windus, 1905.
- The Complete Works of Algernon Charles Swinburne, ed. Sir Edmund Gosse and Thomas James Wise, 20 vols. Bonchurch Edition; London and New York: William Heinemann and Gabriel Wells, 1925-7.
- The Swinburne Letters, ed. Cecil Y. Lang, 6 vols. 1959-62.
- Uncollected Letters of Algernon Charles Swinburne, ed. Terry L. Meyers, 3 vols. 2004.

## Legături externe
- Poezia lui Algernon Charles Swinburne la Fundația Poezie.
- "Swinburne as critic" în eseul lui TS Eliot "Criticii imperfecți", publicat The Sacred Wood: Essays on Poetry and Criticism, 1922.
- https://librivox.org/author/583 Lucrările lui Algernon Charles Swinburne
- Swinburne, o eulogie a lui AE Housman
- Stirnet: Swinburne02 (necesită abonare)  Genealogia lui Swinburne.
- http://swinburnearchive.indiana.edu/ O arhivă digitală a vieții și a operelor lui Algernon Charles Swinburne